# Gets

gets — функция, входящая в Стандартную библиотеку языка Си, объявляемая в заголовочном файле stdio.h, которая считывает строку стандартного ввода и помещает её в буфер, созданный вызывающей функцией. Если выдаёт ошибку, то теперь для её вызова следует использовать gets_s.

## Реализация
Может быть реализована следующим способом (при помощи getchar):
```
char
 
*
gets
(
char
 
*
s
)

{

/*очистка буфера ввода */

fflush
(
stdin
);

    
int
 
i
,
 
k
 
=
 
getchar
();

    
/* Возвращаем NULL если ничего не введено */

    
if
 
(
k
 
==
 
EOF
)

        
return
 
NULL
;

    
/* Считываем и копируем в буфер символы пока не достигнем конца строки или файла */

    
for
 
(
i
 
=
 
0
;
 
k
 
!=
 
EOF
 
&&
 
k
 
!=
 
'\n'
;
 
++
i
)
 
{

        
s
[
i
]
 
=
 
k
;

        
k
 
=
 
getchar
();

        
/* При обнаружении ошибки результирующий буфер непригоден */

        
if
 
(
k
 
==
 
EOF
 
&&
 
!
feof
(
stdin
))

            
return
 
NULL
;

    
}

    
/* Нуль-терминируем и возвращаем буфер в случае успеха.

    Символ перевода строки в буфере не хранится. */

    
s
[
i
]
 
=
 
'\0'
;

    
return
 
s
;

}

```

Программист должен знать максимум числа символов, которые должны быть считаны gets, чтобы удостовериться, что выделяется буфер достаточного размера. Подобное невозможно без информации о данных. Эта проблема может приводить к созданию ошибок и открывает простор для нарушений компьютерной безопасности при помощи переполнения буфера. Многие источники советуют программистам никогда не использовать gets в новых программах.
Применение gets весьма осуждается. Функция оставлена в стандартах C89 и C99 для обратной совместимости. Множество инструментов разработки ПО, как, например, GNU ld, выдаёт предупреждения в случае обнаружения при компоновке кода с использованием gets.

## Альтернативы
Вместо gets могут быть использованы другие функции строкового ввода, что позволит избежать ошибок, связанных с переполнением буфера. Простейшим вариантом будет fgets. При замене кода вида
```
char
 
buffer
[
BUFFERSIZE
];

gets
(
buffer
);

```

кодом вида
```
char
 
buffer
[
BUFFERSIZE
];

fgets
(
buffer
,
 
sizeof
(
buffer
),
 
stdin
);

```

нужно иметь в виду, что вызов fgets(buffer, sizeof buffer, stdin) отличается от gets(buffer) не только защитой от переполнения буфера, но и тем, что fgets(buffer, sizeof buffer, stdin) сохраняет завершающий символ перевода строки (если ввод линии заканчивается символом перевода строки), в то время как gets(buffer) отбрасывает его.

## Безопасность использования
Безопасное использование gets требует от программиста проверки того, что переполнение буфера не станет проблемой. Стандарт языка Си этого не гарантирует; тем не менее, существует несколько относительно усложненных способов проверки этого с различной степенью переносимости. Одним из возможных вариантов является защитная страница для защиты памяти. В сочетании с обработчиками исключений, такими как SIGSEGV и sigaction, защитная страница может помочь с обработкой ошибок.